# Drachentränen
Drachentränen (engl.: 'Dragon Tears') ist ein Roman des US-Autors Dean Koontz aus dem Jahr 1993. Die Übersetzung des Werks ins Deutsche durch Ellen Schlootz erschien 1995 im Heyne Verlag.

## Handlung
Der psychopathische, gerade einmal zwanzigjährige Bryan hat eine übernatürliche Gabe: Er kann durch bloßen Willen die Zeit anhalten und dadurch Menschen und seine Umwelt manipulieren. Unbeabsichtigt gerät der Polizist Harry Lyon dem Irren in die Quere, als er den Schaulustigen gewaltsam von einem Tatort entfernt. Daraufhin prophezeit Bryan ihm, dass er ihn innerhalb der nächsten 24 Stunden töten wird. Bis dahin treibt er Harry langsam in den Wahnsinn. Am Ende gelingt es Harry und seiner Partnerin, Bryan durch einen Kopfschuss zu töten, bevor dieser wieder von seiner Gabe Gebrauch machen kann.

## Parallelen
Mit dem Phänomen der Zeit setzt sich Koontz vor allen Dingen in seinem Roman Schutzengel und der Kurzgeschichte Strange Highways auseinander.

## Ausgaben
- Dean Koontz: Drachentränen. Heyne Verlag, ISBN 3-453-12431-6
- Dean Koontz: Dragon Tears. 1993, Berkley Books, ISBN 0-425-14003-2